# SkyOS
SkyOS — 32-х битная операционная система. Её разработка началась в конце 1996 года группой энтузиастов во главе c координатором Робертом Шелени (Robert Szeleney). Очень скоро появился первый релиз SkyOS, а ещё через два года вышла вторая версия. Проект развивался под лицензией GNU GPL. С выходом 3-й версии (ближе к 2000-м годам) всё изменилось. Роберт Шелени заявил, что SkyOS v3 была полностью переписана с нуля. Проект сменил свою политику, исходные коды больше не публиковались (опубликованные ранее были удалены), а разработкой SkyOS занялся ограниченный круг людей. К выходу SkyOS 4 (2003 год) система имела продвинутый графический интерфейс и богатые мультимейдиные возможности. Буквально через 2 месяца, SkyOS стала коммерческим проектом. С того момента велась работа над созданием первого платного релиза SkyOS — SkyOS 5.0. В данный момент разработка прекращена и сайт недоступен. Ныне имеется лишь тестовая версия системы. 
SkyOS имеет обширную аппаратную поддержку и способна распознать большое количество разнообразного оборудования. Под SkyOS доступны такие известные программы как GTK+, AbiWord, Pidgin, Mozilla Firefox, Thunderbird, OpenTTD, Nvu, Quake, GNU инструментарий и даже Free Pascal.
На 13 декабря 2007 на сайте доступны исходные коды некоторых портированных продуктов, распространяющихся под GNU GPL.
В июне 2009 главный разработчик SkyOS Роберт Шелени объявил о переходе на ядро Linux, что решит проблему с нехваткой драйверов. Ранее, 30 января 2009 года, разработка ОС была приостановлена.
09.08.2013 — после четырёх лет молчания, на сайте появилось сообщение от Роберта Шелени, что SkyOS (последняя сборка 6947) открыта для публичного использования. На сайте был предоставлен серийный номер и имя пользователя для легальной активации продукта.